# Justin Chon
Justin Jitae Chon (Garden Grove, Kalifornia, 1981. május 29. –) dél-koreai–amerikai színész, rendező és youtuber. 

## Fiatalkora
A kaliforniai Garden Grove-ban született, és a kaliforniai Irvine-ban nőtt fel, ahol a University High Schoolba járt. Koreai származású, édesapja, Sang Chon színész volt Dél-Koreában, majd cipőbolt tulajdonos lett a kaliforniai Paramountban. Édesanyja zongoraművész. Egy húga van.
A Dél-kaliforniai Egyetemre (USC) járt, ahol üzleti szakon végzett. A főiskola alatt külföldön tanult a Yonsei Egyetemen Szöulban.

## Magánélete
2014 októberében feleségül vette Sasha Egorovát.
2017 decemberében lánygyermekük született. Második gyermekük, egy fiú 2023-ban jött világra.

## Filmográfia

### Film
| Év   | Magyar cím                        | Eredeti cím                               | Szerep          | Magyar hang    |
| ---- | --------------------------------- | ----------------------------------------- | --------------- | -------------- |
| 2006 |                                   | Fleetwood                                 | Rong            |                |
| 2006 |                                   | Puff, Puff, Pass                          | Bobbi           |                |
| 2007 |                                   | Hack!                                     | Ricky           |                |
| 2008 | Alkonyat                          | Twilight                                  | Eric Yorkie     | Hamvas Dániel  |
| 2009 | Ütős csapat                       | Balls Out: Gary the Tennis Coach          | Joe Chang       |                |
| 2009 | A szabadság határai               | Crossing Over                             | Yong Kim        | Molnár Levente |
| 2009 |                                   | Turbo (rövidfilm)                         | Hugo Park       |                |
| 2009 | Alkonyat – Újhold                 | The Twilight Saga: New Moon               | Eric Yorkie     | Hamvas Dániel  |
| 2009 |                                   | Ashley Mason (rövidfilm)                  | Morgan          |                |
| 2010 | Alkonyat – Napfogyatkozás         | The Twilight Saga: Eclipse                | Eric Yorkie     | Hamvas Dániel  |
| 2011 |                                   | From the Rough                            | Ji-Kyung        |                |
| 2011 | Alkonyat: Hajnalhasadás – 1. rész | The Twilight Saga: Breaking Dawn – Part 1 | Eric Yorkie     | Hamvas Dániel  |
| 2012 |                                   | Detention of the Dead                     | Ash             |                |
| 2012 |                                   | Hang Loose                                | BJ              |                |
| 2012 |                                   | Rock Jocks                                | Seth            |                |
| 2013 | Képszakadás                       | 21 & Over                                 | Jeff Chang      | Szalay Csongor |
| 2013 |                                   | To Those Nights (rövidfilm)               | Elijah          |                |
| 2013 |                                   | Innocent Blood                            | Brad Lee        |                |
| 2014 | A Zöld Sárkányok bosszúja         | Revenge of the Green Dragons              | Sonny           | Czető Roland   |
| 2015 |                                   | Seoul Searching                           | Sid Park        |                |
| 2015 |                                   | Man Up                                    | Randall         |                |
| 2016 |                                   | Like Lambs                                | Jasper          |                |
| 2016 |                                   | Satanic                                   | Seth            |                |
| 2017 |                                   | Gook                                      | Eli             |                |
| 2017 |                                   | Heartbeats                                | Jae Juarez      |                |
| 2017 | Halálosztag                       | Dead Trigger                              | Daniel Chen     | Berkes Bence   |
| 2018 |                                   | High Resolution                           | Paul Chen       |                |
| 2019 |                                   | Coming Home Again                         | Changrae        |                |
| 2021 | Kék mocsár                        | Blue Bayou                                | Antonio LeBlanc |                |

### Televízió
| Év        | Magyar cím                | Eredeti cím                  | Szerep             | Megjegyzések             |
| --------- | ------------------------- | ---------------------------- | ------------------ | ------------------------ |
| 2005      | Jack és Bobby             | Jack & Bobby                 | Greek Chorus       | 1 epizód                 |
| 2006      | A narancsvidék            | The O.C.                     | Big Korea          | 1 epizód                 |
| 2006      | Wendy Wu: Hazatérő harcos | Wendy Wu: Homecoming Warrior | Peter Wu           | tévéfilm                 |
| 2007–2008 |                           | Just Jordan                  | Tony Lee           | 30 epizód                |
| 2010      |                           | Ktown Cowboys                | Jin                | 5 epizód                 |
| 2010      |                           | Glory Daze                   | ázsiai főiskolás   | 1 epizód                 |
| 2011      | Doktor House              | House, M.D.                  | Harold Lam         | 1 epizód (A múlt titkai) |
| 2011      |                           | Gigantic                     | Byron Letts jr.    | 1 epizód                 |
| 2013      | Új csaj                   | New Girl                     | Brian              | 1 epizód                 |
| 2016–2017 |                           | Dr. Ken                      | Jae                | 5 epizód                 |
| 2016–2021 |                           | Dramaworld                   | Seth Ko            | 16 epizód                |
| 2018      | Szemfényvesztők           | Deception                    | Jordan Kwon        | 13 epizód                |
| 2021      | A Casagrande család       | The Casagrandes              | Yoon Kwan (hangja) | 3 epizód                 |